# Прален
Прале́н (фр. Praslin) — коммуна во Франции, находится в регионе Шампань — Арденны. Департамент — Об. Входит в состав кантона Шаурс. Округ коммуны — Труа.
Код INSEE коммуны — 10302.
Коммуна расположена приблизительно в 165 км к юго-востоку от Парижа, в 105 км южнее Шалон-ан-Шампани, в 30 км к югу от Труа.

## Население
Население коммуны на 2008 год составляло 66 человек.
| 1962 | 1968 | 1975 | 1982 | 1990 | 1999 | 2008 |
| ---- | ---- | ---- | ---- | ---- | ---- | ---- |
| 102  | 84   | 81   | 59   | 60   | 63   | 66   |

## Экономика

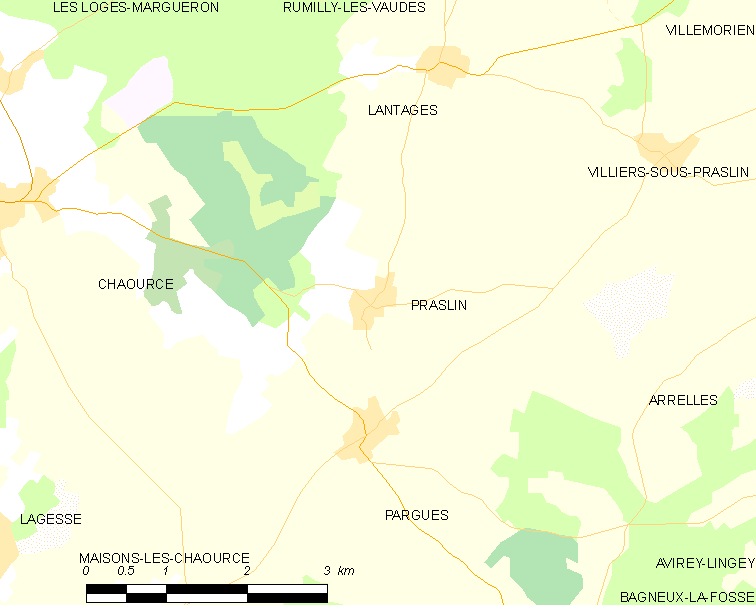
Карта коммуны

В 2007 году среди 38 человек в трудоспособном возрасте (15—64 лет) 23 были экономически активными, 15 — неактивными (показатель активности — 60,5 %, в 1999 году было 75,7 %). Из 23 активных работали 20 человек (14 мужчин и 6 женщин), безработных было 3 (1 мужчина и 2 женщины). Среди 15 неактивных 3 человека были учениками или студентами, 6 — пенсионерами, 6 были неактивными по другим причинам.

## Достопримечательности
- Церковь XVI века. Памятник истории с 1926 года[3]